# 딜로스 R. 존슨
델로스 로젤루스 존슨(Delos Rozelus Johnson, 1879년 4월 19일 ~ 1955년 12월 1일)은 미국의 정치인으로 제30대 루이지애나주 부지사이다.

## 학력
- 툴레인 대학교 법학대학원

## 경력
- 1908.05 ~ 1916.05 제44·45대 루이지애나 워싱턴 카운티 선거구 하원의원
- 1916.05 ~ 1932.05 제46·47·48·49대 루이지애나 제22선거구 상원의원
- 1924.04 ~ 1924.05 제47대 루이지애나 상원의장
- 1924.04 ~ 1924.05 제30대 루이지애나 부지사